# Euophrys auricolor
Euophrys auricolor là một loài nhện trong họ Salticidae.
Loài này thuộc chi Euophrys. Euophrys auricolor được Dyal miêu tả năm 1935.